# Бентонітові глини

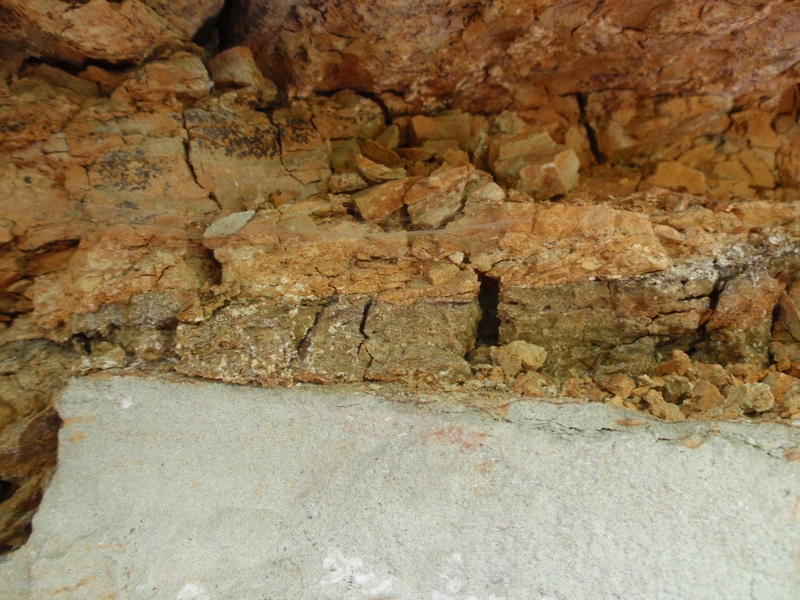
Прошарок бентонітової глини на схилі Вовчої гори у Львові (верхньобаденські відклади)

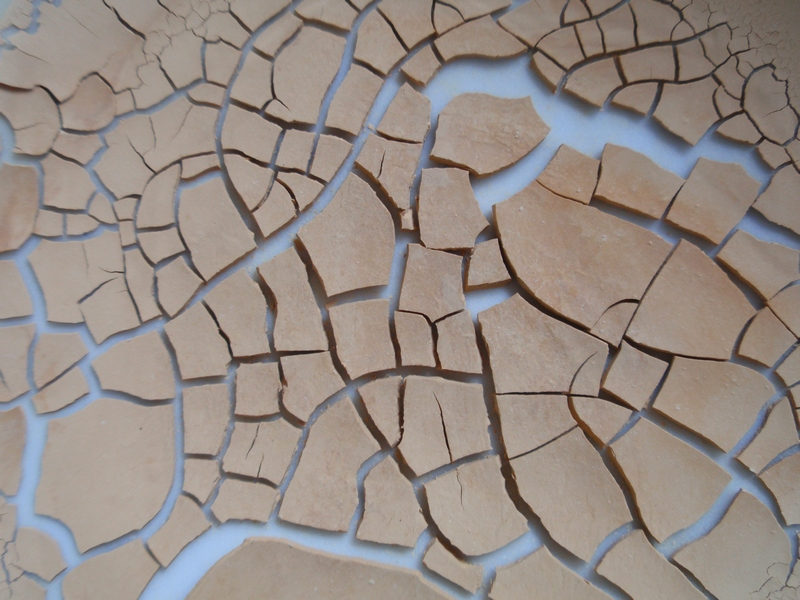
Висушена львівська бентонітова глина у порцеляновій чашці

Бентоні́тові гли́ни — глини, до складу яких входять головним чином монтморилоніт і палигорськіт.
Бентонітові глини мають добру каталітичну активність, зв'язуючі і склеюючі властивості.

## Утворення
Родовища бентонітових глин у морських і прісноводних басейнах утворюються за рахунок перевідкладання і діагенетичного перетворення продуктів вивітрювання вивержених, вулканогенних і вулканогенно-осадових порід, а також перемиву бентонітових глин із родовищ іншого генезису.

## Види
Залежно від речовинного складу перевідкладених продуктів вивітрювання і фізико-хімічного режиму водного басейну (тобто його фаціальних умов і в першу чергу лужності середовища) процеси діагенезу приводять до утворення бентонітів різного складу, неоднакових властивостей, різного практичного значення.
За складом обмінних катіонів серед бентонітових глин треба виділяти:
- лужні — переважно з обмінним катіоном Na
- лужноземельні — переважно з катіоном Са

## Поклади та родовища
На території України виявлено близько 110 родовищ і проявів бентонітових глин усіх генетичних типів. В основному переважають бентоніти вулканогенно-осадового, поствулканічного, осадового й елювіального походження. Родовища нерівномірно розподілені на території України. Наприклад, основні ресурси цеолітів і високоякісних лужних бентонітів виявлені тільки на південно-заході країни в Закарпатській області. Найбільшим родовищем України є Черкаське (тут знаходяться 86% всіх запасів України), інші родовища — Бережанське, Біловодське, Великочернетчинське, Горбківське, Григорівське, Ільницьке, Кудринське, Курцівське, Махновщинське, Пижівське (Новоушицький район), Пісковське, Сорищенське, Хижинське, Чабановське. Станом на 2002 на Держбаланс було поставлено лише 6 — Бережанське, Горбківське, Кудринське, Курцівське, Пижівське, Черкаське, але реально (станом на 1999 рік) розробляються лише 3 — Горбківське, Кудринське та Черкаське:
| Родовище    | Категорії А+В, тисяч тон | Категорія С1, тисяч тон | Категорія С2, тисяч тон | Запаси, % | Видобуток, тисяч тон | Видобуток, % |
| ----------- | ------------------------ | ----------------------- | ----------------------- | --------- | -------------------- | ------------ |
| Горбківське | 3617                     | 3985                    | 0                       | 12,48     | 0                    | 0            |
| Кудринське  | 0                        | 375                     | 221                     | 0,62      | 0                    | 0            |
| Черкаське   | 14075                    | 38276                   | 0                       | 85,93     | 127                  | 100          |
| Всього      | 17692                    | 42636                   | 221                     | 99,02     | 127                  | 100          |

Видобуток бентонітових глин в Україні за роками:
| Рік       | 1991 | 1992 | 1993 | 1994 | 1995 | 1996 | 1997 | 1998 | 1999 | 2000 | 2001 |
| --------- | ---- | ---- | ---- | ---- | ---- | ---- | ---- | ---- | ---- | ---- | ---- |
| Тисяч тон | 422  | 300  | 162  | 64   | 51   | 65   | 142  | 122  | 127  | 145  | 139  |

В останні роки виконуються геологічні розвідки на Григорівському родовищі (Донбас), Павлівській та Шиманівській ділянках (Дніпропетровська область), Пілявському родовищі (Вінницька область); ведуться пошуково-оціночні роботи в Полтавській, Сумській та Харківській областях; проводиться попередня розвідка в Хустському та Рахівському районах, розвідки Киштинської ділянки та Ільницького родовища (Закарпатська область); проводиться детальна розвідка на Босівській та Ріпкинській ділянках Черкаського родовища.
В Росії на Поволжі досліджені родовища лужноземельних бентонітів. В Молдові розвідано 3 родовища на півночі та південному заході країни — Проданештське (Флорештський район), Ларгуцьке та Когулійське. В Туркменістані великим родовищем є Огланлінське.

## Характеристики та застосування
Сорбційні властивості глин широко використовуються для знебарвлення й очищення олій і жирів у харчовій, нафтовій, текстильній промисловості, для виготовлення ліків, очищення води, сорбції радіонуклідів, важких металів, пестицидів тощо. Каталітична активність бентонітових глин обумовила їхнє використання як каталізаторів у ряді хімічних виробництв, синтезі каучуку, крекінгу нафти.
В період 1994–2000 років використання бентонітових глин господарством України мало такий розподіл:
- ливарне виробництво — 37,8%
- чорна металургія — 26,6%
- сільське господарство — 13,3%
- буріння — 10,6%
- харчова промисловість — 4,4%
- охорона довкілля — 3,3%
- будівництво — 3,3%
- виноробна промисловість — 0,3%
- інші галузі — 0,4%

Бентонітові глини Черкаського родовища були успішно використані для дезактивації зовнішніх і внутрішніх поверхонь будинків і споруд, які зазнали радіоактивного забруднення в результаті аварії на Чорнобильській АЕС.